# Prémios Screen Actors Guild 2013

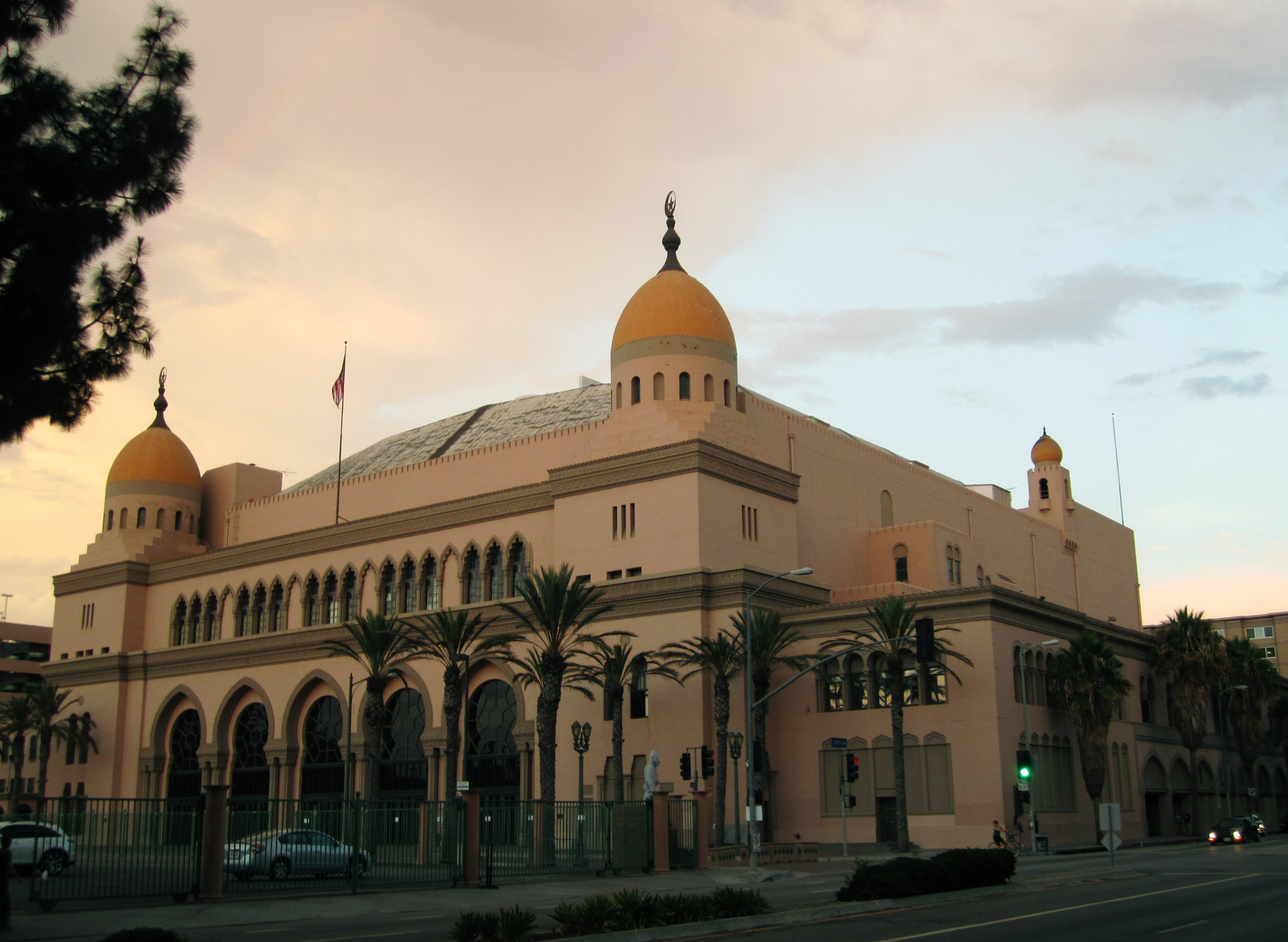
Shrine Auditorium, local do evento

O 19th Screen Actors Guild Awards ou Prémio Screen Actors Guild 2013 foi o evento apresentado em 27 de janeiro de 2013 que premiou os melhores atores e elencos de cinema e televisão de 2012.
Os indicados/nomeados foram anunciados em 12 de dezembro, pelos atores Taye Diggs e Busy Philipps, no Pacific Design Center.
O homenageado com o SAG Life Achievement Award foi o ator Dick Van Dyke.

## Indicados

### Cinema
| Melhor Elenco em Cinema Argo – Ben Affleck, Alan Arkin, Kerry Bishé, Kyle Chandler, Rory Cochrane, Bryan Cranston, Christopher Denham, Tate Donovan, Clea DuVall, Victor Garber, John Goodman, Scoot McNairy e Chris Messina - O Exótico Hotel Marigold – Judi Dench, Celia Imrie, Bill Nighy, Dev Patel, Ronald Pickup, Maggie Smith, Tom Wilkinson e Penelope Wilton - Les Misérables – Isabelle Allen, Samantha Barks, Sacha Baron Cohen, Helena Bonham Carter, Russell Crowe, Anne Hathaway, Daniel Huttlestone, Hugh Jackman, Eddie Redmayne, Amanda Seyfried, Aaron Tveit, Colm Wilkinson - Lincoln – Daniel Day-Lewis, Sally Field, Joseph Gordon-Levitt, Hal Holbrook, Tommy Lee Jones, James Spader, David Strathairn - Silver Linings Playbook – Bradley Cooper, Robert De Niro, Anupam Kher, Jennifer Lawrence, Chris Tucker, Jacki Weaver | |
| Melhor ator Daniel Day-Lewis como Abraham Lincoln – Lincoln - Bradley Cooper como Patrick "Pat" Solitano – Silver Linings Playbook - Hugh Jackman como Jean Valjean – Les Misérables - John Hawkes como Mark O'Brien – The Sessions - Denzel Washington como Whip Whitaker – Flight | Melhor atriz Jennifer Lawrence como Tiffany Maxwell – Silver Linings Playbook - Jessica Chastain como Maya – Zero Dark Thirty - Marion Cotillard como Stephanie – De rouille et d'os - Helen Mirren como Alma Reville – Hitchcock - Naomi Watts como Maria – O Impossível                                    |
| Melhor ator coadjuvante/secundário Tommy Lee Jones como Thaddeus Stevens – Lincoln - Alan Arkin como Lester Siegel – Argo - Javier Bardem como Raoul Silva – Skyfall - Robert De Niro como Patrizio Solitano Sr. – Silver Linings Playbook - Philip Seymour Hoffman como Lancaster Dodd – The Master | Melhor atriz coadjuvante/secundária Anne Hathaway como Fantine – Les Misérables - Nicole Kidman como Charlotte Bless – The Paperboy - Maggie Smith como Muriel Donnelly – The Best Exotic Marigold Hotel - Sally Field como Mary Todd Lincoln – Lincoln - Helen Hunt como Cheryl Cohen-Greene – The Sessions |
| Melhor Elenco de Dublês/Duplos Skyfall - The Amazing Spider-Man - The Bourne Legacy - The Dark Knight Rises - Les Misérables | |

### Televisão
| Melhor ator em minissérie ou filme para televisão Kevin Costner como Devil Anse Hatfield – Hatfields & McCoys - Ed Harris como John McCain – Game Change - Bill Paxton como Randall McCoy – Hatfields & McCoys - Clive Owen como Ernest Hemingway – Hemingway & Gellhorn - Woody Harrelson como Steve Schmidt – Game Change | Melhor atriz em minissérie ou filme para televisão Julianne Moore como Sarah Palin – Game Change - Nicole Kidman como Martha Gellhorn – Hemingway & Gellhorn - Alfre Woodard como Ouiser – Steel Magnolias - Sigourney Weaver como Elaine Barrish Hammond – Political Animals - Charlotte Rampling como Eva Delectorskaya – Restless          |
| Melhor ator em série dramática Bryan Cranston como Walter White – Breaking Bad - Steve Buscemi como Nucky Thompson – Boardwalk Empire - Damian Lewis como Nicholas Brody – Homeland - Jeff Daniels como Will McAvoy – The Newsroom - Jon Hamm como Don Draper – Mad Men | Melhor atriz em série dramática Claire Danes como Carrie Mathison – Homeland - Maggie Smith como Violet, Condessa Viúva de Grantham – Downton Abbey - Jessica Lange como Irmã Jude Martin – American Horror Story: Asylum - Michelle Dockery como Lady Mary Crawley – Downton Abbey - Julianna Margulies como Alicia Florrick – The Good Wife |
| Melhor ator em série de comédia Alec Baldwin como Jack Donaghy – 30 Rock - Ty Burrell como Phil Dunphy – Modern Family - Louis C.K. como Louie – Louie - Jim Parsons como Dr. Sheldon Cooper – The Big Bang Theory - Eric Stonestreet como Cameron Tucker – Modern Family | Melhor atriz em série de comédia Tina Fey como Liz Lemon – 30 Rock - Edie Falco como Jackie Peyton – Nurse Jackie - Betty White como Elka Ostrovsky – Hot in Cleveland - Amy Poehler como Leslie Knope – Parks and Recreation - Sofía Vergara como Gloria Delgado-Pritchett – Modern Family                                                   |
| Melhor Elenco em Série Dramática Downton Abbey – Hugh Bonneville, Zoe Boyle, Laura Carmichael, Jim Carter, Brendan Coyle, Michelle Dockery, Jessica Brown Findlay, Siobhan Finneran, Joanne Froggatt, Iain Glen, Thomas Howes, Rob James-Collier, Allen Leech, Phyllis Logan, Elizabeth McGovern, Sophie McShera, Lesley Nicol, Amy Nuttall, David Robb, Maggie Smith, Dan Stevens e Penelope Wilton - Boardwalk Empire – Steve Buscemi, Chris Caldovino, Bobby Cannavale, Meg Chambers Steedle, Charlie Cox, Jack Huston, Patrick Kennedy, Anthony Laciura, Kelly Macdonald, Gretchen Mol, Vincent Piazza, Paul Sparks, Michael Stuhlbarg, Shea Whigham e Anatol Yusef - Breaking Bad – Jonathan Banks, Betsy Brandt, Bryan Cranston, Laura Fraser, Anna Gunn, RJ Mitte, Dean Norris, Bob Odenkirk, Aaron Paul, Jesse Plemons e Steven Michael Quezada - Homeland – Morena Baccarin, Timothée Chalamet, Claire Danes, Rupert Friend, David Harewood, Diego Klattenhoff, Damian Lewis, David Marciano, Navid Negahban, Jackson Pace, Mandy Patinkin, Zuleikha Robinson, Morgan Saylor e Jamey Sheridan - Mad Men – Ben Feldman, Jay R. Ferguson, Jon Hamm, Jared Harris, Christina Hendricks, Vincent Kartheiser, Robert Morse, Elisabeth Moss, Jessica Paré, Teyonah Parris, Kiernan Shipka, John Slattery, Rich Sommer e Aaron Staton | |
| Melhor Elenco em Série de Comédia Modern Family – Aubrey Anderson-Emmons, Julie Bowen, Ty Burrell, Jesse Tyler Ferguson, Nolan Gould, Sarah Hyland, Ed O'Neill, Rico Rodriguez, Eric Stonestreet, Sofía Vergara e Ariel Winter - 30 Rock – Scott Adsit, Alec Baldwin, Tina Fey, Judah Friedlander, Jane Krakowski, Jack McBrayer e Tracy Morgan - The Big Bang Theory - Mayim Bialik, Kaley Cuoco, Johnny Galecki, Simon Helberg, Kunal Nayyar, Jim Parsons e Melissa Rauch - Glee – Dianna Agron, Chris Colfer, Darren Criss, Samuel Larsen, Vanessa Lengies, Jane Lynch, Jayma Mays, Kevin McHale, Lea Michele, Cory Monteith, Heather Morris, Matthew Morrison, Alex Newell, Chord Overstreet, Amber Riley, Naya Rivera, Mark Salling, Harry Shum Jr. e Jenna Ushkowitz - Nurse Jackie – Mackenzie Aladjem, Eve Best, Jake Cannavale, Bobby Cannavale, Peter Facinelli, Edie Falco, Dominic Fumusa, Arjun Gupta, Lenny Jacobson, Ruby Jerins, Paul Schulze, Anna Deavere Smith, Stephen Wallem e Merritt Wever - The Office – Leslie David Baker, Brian Baumgartner, Creed Bratton, Clark Duke, Jenna Fischer, Kate Flannery, Ed Helms, Mindy Kaling, Ellie Kemper, Angela Kinsey, John Krasinski, Jake Lacy, Paul Lieberstein, B.J. Novak, Oscar Nuñez, Craig Robinson, Phyllis Smith, Catherine Tate e Rainn Wilson                | |
| Melhor Elenco de Dublês/Duplos Game of Thrones - Boardwalk Empire - Breaking Bad - Sons of Anarchy - The Walking Dead | |